# Cimetière de La Chapelle (Abbeville)
De Cimetière de La Chapelle is een gemeentelijke begraafplaats in Abbeville in het Franse departement Somme. De begraafplaats ligt 1½ km ten noorden van het centrum van de stad aan het einde van de Allèe du Souvenir Français in de wijk Thuison. De begraafplaats telt twee delen met militaire graven van het Britse Gemenebest, een perk met Franse militairen uit de Eerste Wereldoorlog en een carré voor slachtoffers van het bombardement van 20 mei 1940, waar ook een aantal Belgische slachtoffers begraven liggen.

## Geschiedenis

### Eerste Wereldoorlog
Abbeville was tijdens de Eerste Wereldoorlog de standplaats voor het hoofdkwartier van de communicatie-eenheid van de Commonwealth strijdkrachten. Tussen oktober 1914 en januari 1920 waren er ook drie hoofdhospitalen gevestigd. De begraafplaats werd oorspronkelijk door de Fransen gestart en door de Britten verder gebruikt van november 1914 tot september 1916. Nadat de beschikbare plaats op de gemeentelijke begraafplaats volzet was werd vanaf september 1916 gestart met de uitbreiding, vooral om het grote aantal doden te begraven die gevallen waren tijdens de Slag aan de Somme welke in deze periode plaatsvond en de overleden gewonden uit de diverse hospitalen in de omgeving.

### Tweede Wereldoorlog
Bij het begin van de Tweede Wereldoorlog was er in Abbeville een belangrijke luchtmachtbasis gevestigd. Deze viel eind mei 1940 in Duitse handen. Op 4 juni 1940 werd door de 51e Divisie samen met Franse troepen een aanval ondernomen om het Duitse bruggenhoofd te veroveren, maar zonder succes. De stad werd op 4 september 1944 door Canadese en Poolse troepen heroverd.

## Abbeville Communal Cemetery
In het oorspronkelijke deel van de begraafplaats liggen 812 Commonwealth graven verspreid in twee perken. Daarvan zijn er 774 uit de Eerste Wereldoorlog en 38 uit de Tweede Wereldoorlog. De Britse perken werden ontworpen door Reginald Blomfield en worden onderhouden door de Commonwealth War Graves Commission, dat de begraafplaats heeft ingeschreven als Abbeville Communal Cemetery.
Op deze begraafplaats liggen nu 769 Britten, 15 Canadezen, 13 Australiërs, 3 Nieuw-Zeelanders, 10 Zuid-Afrikanen en 2 Indiërs.

### Graven
- Mathieu Hansen, Belgisch soldaat, stierf op 2 januari 1918. Hij was 41 jaar.

### Onderscheiden militairen
- Leonard James Keyworth, korporaal bij het 1st/24th Bn. London Regiment werd onderscheiden met het Victoria Cross (VC) en de Russische Sint-Georgekruis (2de klasse). Hij stierf op 19 oktober 1915 in de leeftijd van 22 jaar.
- John Pickard Becher, majoor bij de Sherwood Foresters (Notts and Derby Regiment), John Potter, onderluitenant bij het South Staffordshire Regiment en Jacob Hardy Smith, kapitein bij de Rifle Brigade werden onderscheiden met de Distinguished Service Order (DSO). Deze laatste verkreeg ook het Military Cross (MC).
- luitenant Joseph Richardson en soldaat Hector Rendall werden onderscheiden met de Distinguished Conduct Medal (DCM).
- compagnie sergeant-majoor Edward Roberts, sergeant Leonard Doel en de soldaten H. Wellens en William LLoyd Hollingbery ontvingen de Military Medal (MM).

### Minderjarige militairen
- soldaat William Alexander Stewart van de Northumberland Fusiliers was 15 jaar toen hij op 13 juli 1916 sneuvelde.
- korporaal George Chippendale en de soldaten Ernest Edward Fitchett, Ernest Chilvers, T. Vero, Bernard Woods en James Watson Sutherland waren 17 jaar toen ze sneuvelden.

## Abbeville Communal Cemetery Extension
Aansluitend aan de oorsprokelije begraafplaats is een uitbreiding aangelegd die werd ontworpen door Reginald Blomfield. Het Cross of Sacrifice staat bijna centraal dicht bij de noordelijke rand en de Stone of Remembrance staat bij de noordoostelijke rand van de begraafplaats. De begraafplaats wordt onderhouden door de Commonwealth War Graves Commission, dat de extensie heeft ingeschreven als Abbeville Communal Cemetery Extension.
Er liggen 2.102 slachtoffers begraven waarvan 1.754 uit de Eerste Wereldoorlog en 348 uit de Tweede Wereldoorlog.
Uit de Eerste Wereldoorlog liggen er nu 1.376 Britten, 109 Canadezen, 226 Australiërs, 33 Nieuw-Zeelanders, 8 Zuid-Afrikanen en 2 Indiërs begraven.
Er liggen 348 Commonwealth doden uit Tweede Wereldoorlog begraven. De meeste waren bemanningsleden van de Royal Air Force.

### Graven
- Edith Agnes Baker, hoofdverpleegster bij de 1st S.A. Gen. Hosp., South African Military Nursing Service. Zij was 28 jaar toen ze op 6 november 1918 stierf.
- Emily Ada Pickford en Frederick Vincent Taylor. Beiden waren leden van het Young Men's Christian Association. Als muzikanten namen ze deel aan optredens voor de frontsoldaten. Zij kwamen om tijdens een verkeersongeval op 7 februari 1919 en liggen naast elkaar begraven.

### Onderscheiden militairen
- Alfred Robinson MacMullen, chirurg bij de Royal Navy werd tweemaal onderscheiden met het Distinguished Service Cross (DSC and Bar).
- Colin Leo Malcolm Forsyth, officier bij de Royal New Zealand Air Force, Geoffrey Ernest Heath en James Alexander Saint-Smith, beiden officier bij de Royal Australian Air Force werden onderscheiden met het Distinguished Flying Cross en de Distinguished Flying Medal (DFC, DFM).
- majoor Noel Shipley Thornton en kapitein Charles Roper Gorell Barnes werden onderscheiden met de Distinguished Service Order en het Military Cross (DSO, MC).
- majoor Frederick Winwood Robinson en de kapiteins William Harold Haynes en William Vernon Louis Spendlove werden onderscheiden met de Distinguished Service Order (DSO).
- Brynmor Granville Evans, Edward James Kemish en Frank Miller, allen leden van de Royal Air Force werden onderscheiden met de Distinguished Flying Medal (DFM).
- onderluitenant James Henry Leunig, sergeant-majoors Percival Stabler en William Densley Coldridge, sergeanten Stanley Russ en D. Jarvis, korporaals William McDonald en H. Williams werden onderscheiden met de Distinguished Conduct Medal (DCM). Onderluitenant Charles Clement Garratt ontving tweemaal deze onderscheiding (DCM and Bar).
- sergeant F. Godfrey en soldaat W. Rankin werden onderscheiden met de Meritorious Service Medal (MSM).
- er zijn 41 militairen die de Military Medal ontvingen waaronder sergeant William Ogden die deze onderscheiding tweemaal ontving (MM and Bar).

### Minderjarige militairen
- soldaat J. Harrison van de Royal Irish Fusiliers was 16 jaar toen hij op 26 september 1916 sneuvelde.
- geleider Edward James Duckworth en de soldaten Albert Edward Price, Emlin Griffiths en Patrick Gordon Fosbre waren 17 jaar toen ze sneuvelden.

### Aliassen
Negen militairen dienden onder een alias:
- onderluitenant John Charles Edmunds-Davies als  J.C. Davies bij de Royal Welsh Fusiliers.
- pionier John William Ross als J. Fraser bij de Australian Engineers.
- kanonnier E.A.R Wragg als Ernest Albert Russell bij de Royal Field Artillery.
- smid Alfred Gibbs als Alfred Lomas bij de 10th (Prince of Wales's Own Royal) Hussars.
- soldaat Gordon Cooper Brown als Gordon Cooper bij de Australian Light Trench Mortar Battery.
- soldaat John Christie als John McConnell bij de Gordon Highlanders.
- soldaat Antoine Manitobenis als Anthony Dominice bij de Canadian Infantry.
- soldaat G. Woodford als G. Ward bij het Royal Army Veterinary Corps.
- soldaat A. Naden als P. Edwards bij het London Regiment (Royal Fusiliers).